# Virus ADN bicatenario retrotranscrito
Un virus ADN bicatenario retrotranscrito (abreviado virus ADNbcRT o virus dsDNA-RT en inglés) es un virus con ADN de doble cadena en su genoma que se replica en la célula huésped mediante transcripción inversa, es decir, mediante la formación de ARN intermedio a partir del molde de ADN. Corresponden con el Grupo VII de la Clasificación de Baltimore.
Este grupo contiene dos familias: Hepadnaviridae, que infecta a animales y que incluye al virus de la hepatitis B, y Caulimoviridae, que infecta plantas y que incluye al mosaico de la coliflor.
Los análisis evolutivos han encontrado que los virus ADN bicatenario retrotranscrito evolucionaron de los retrotransposones LTR con la adquisición de proteínas de la cápside de otros virus.

## Multiplicación
El genoma de ADN contenido en las partículas virales invasoras es transcrito en la célula huésped por dos vías: 
- en ARNm para la síntesis de las proteínas virales,
- en ARN pre-genómico para la replicación del genoma.

La transcriptasa inversa codificada viralmente usa el ARN pre-genómico como molde para la creación del ADN genómico del virus.
| Síntesis de proteínas:  | ADNbc → ARNm → proteínas |
| Replicación del genoma: | ADNbc → ARNmc+ → ARN/ADN → ADNbc                                                                                                  |
| Enzimas:                | ARN polimerasas del huésped: ADNbc → ARNm, ADNbc → ARNmc+ Transcriptasa inversa codificada por el virus: ARNmc+ → ARN/ADN → ADNbc |

Más en detalle, la multiplicación del virus incluye las siguientes etapas:

Esquema de la multiplicación de un virus ADNbcRT.

1. Entrada del ADN viral en el núcleo y reparación por la maquinaria de reparación del huésped.
2. Transcripción del ADN en ARN monocatenario positivo y en ARNm.
3. Traducción del ARNm en el citoplasma, en donde se realiza producción y acumulación de las proteínas virales, entre ellas una transcriptasa inversa.
4. Interacción de las proteínas virales con el ARN monocatenario positivo, ensamblado de los protoviriones y transcripción inversa del ARN dentro de los viriones a un complejo ARN/ADN mediante la transcriptasa inversa.
5. Conversión del complejo ARN/ADN en ADN bicatenario por la transcriptasa inversa.
6. Maduración final del virión y salida por gemación en el caso de Hepadnaviridae.

El genoma puede ser una molécula de ADN parcialmente bicatenario circular cerrado no covalentemente con una longitud de 3,2 kb (Hepadnaviridae) o una molécula de ADN bicatenario con discontinuidades en ambas cadenas con una longitud de en torno a 8 kb (Caulimoviridae).